# .bq
.bq là tên miền quốc gia cấp cao nhất (ccTLD) của Bonaire, Saint Eustatius và Saba (Caribe thuộc Hà Lan).